# سیارک ۱۹۴۵
سیارک ۱۹۴۵ (به انگلیسی: 1945 Wesselink، نامگذاری:1930OL) هزار و نهصد و چهل و پنجمین سیارک کشف شده‌است که در ۲۲ ژوئیه ۱۹۳۰ کشف شد.
قدر مطلق سیارک برابر ۱۲٫۲۰ است.